# Кларенс Декейтер Гов
Кларенс Декейтер «К. Д.» Гов PC (15 січня 1886, Волтем, штат Массачусетс — 31 грудня 1960) — канадський офіційний діяч і політик Ліберальної партії Канади, який майже 22 роки прослужив членом Палати громад і майже стільки ж часу був міністром у 16-му канадському кабінеті прем'єр-міністра Вільяма Лайона Маккензі Кінга та у 17-му. Кабінет прем'єр-міністра Луї Сен-Лорана.

## Життя
Після закінчення середньої школи Гов вивчав цивільне будівництво в Массачусетському технологічному інституті (MIT). Після імміграції до Канади в 1908 році він спочатку працював інженером-будівельником та інженером-консультантом, перш ніж прийняти посаду професора цивільного будівництва в Університеті Далгаузі. У 1916 році він заснував інженерну фірму CD Howe & Company, яка стала всесвітньо відомою, зокрема, завдяки проєктуванню та будівництву зернових елеваторів.
Як кандидат від Ліберальної партії, він був вперше обраний до Палати громад на виборах 14 жовтня 1935 року та представляв виборчий округ Порт-Артур в Онтаріо майже 22 роки, до своєї поразки на загальних виборах 10 червня 1957 року.
Невдовзі після обрання 23 жовтня 1935 року прем'єр-міністр Вільям Лайон Маккензі Кінґ призначив Гова до 16-го канадського кабінету міністрів, де він спочатку обіймав посади міністра морського флоту та міністра залізниць та каналів до 1 листопада 1936 року. Після перестановки в уряді він обіймав посаду міністра транспорту з 2 листопада 1936 року до 7 липня 1940 року і на цій посаді заснував авіакомпанію Trans-Canada Air Lines. Водночас, з 9 квітня 1940 року до 31 грудня 1945 року, він обіймав посаду міністра боєприпасів та постачання, що мало важливе значення для участі Канади у Другій світовій війні. Водночас він виконував обов'язки міністра транспорту з 13 травня до 5 жовтня 1942 року, а також міністра реконструкції з 13 жовтня 1944 року до 31 грудня 1945 року.
Згодом Гов обіймав посаду міністра реконструкції та постачання в кабінеті Кінґа з 1 січня 1946 року до кінця терміну повноважень Кінґа 14 листопада 1948 року. У межах чергової перестановки в уряді він також обійняв посаду міністра торгівлі та комерції 19 січня 1948 року та обіймав цю міністерську посаду в 17-му канадському кабінеті міністрів, сформованому прем'єр-міністром Луї Сен-Лораном 15 листопада 1948 року, до кінця терміну повноважень Сен-Лорана 20 червня 1957 року. Також він обіймав посаду міністра оборонного виробництва з 1 квітня 1951 року по 20 червня 1957 року.
Згодом у 1957 році Гов став ректором Університету Далаузі та обіймав цю посаду до своєї смерті.
Канадський уряд, представлений міністром, відповідальним за Раду з питань історичних місць та пам'яток Канади, 23 листопада 1984 року вшанував Гова, серед іншого, за його роль у створенні багатьох державних корпорацій, включно з Trans-Canada Air Lines і Atomic Energy of Canada, та оголосив його «особою національного історичного значення». 

## Членство
У 1946 році Гова обрали членом Американської академії мистецтв і наук.

## Довідкова література
- - Leslie Roberts: C.D. : the life and times of Clarence Decatur Howe. 1957
  - Robert Bothwell: C. D. Howe, a biography. 1979

## Вебпосилання та джерела
- Шаблон:Pressemappe
- Шаблон:CAParlbio
- Шаблон:DictCanBio
- Шаблон:TheCanadianEncyclopedia
- Canadian Ministries in rulers.org
- Кларенс Декейтер Гов на сайті Find a Grave (англ.)
- Literaturnachweis in der Open Library

## Окремі посилання
1. 1 2  Bibliothèque nationale de France BNF: платформа відкритих даних — 2011.
2. 1 2  SNAC — 2010.
3. ↑  Bibliothèque nationale de France BNF: платформа відкритих даних — 2011.